# Base aérienne d'Azraq
La base aérienne d'Azraq est l'une des plus importantes bases de la Royal Jordanian Air Force (ou force aérienne royale jordanienne) située près de la petite ville d'Azraq à une centaine de kilomètres à l'est d'Amman en Jordanie.
La base d’Azraq abrite plusieurs Rafale de l’armée de l’air française, des F-16 belge, ainsi que 250 soldats de la Bundeswehr, six avions de combat de type « Tornado » et un avion de ravitaillement sont stationnés sur la base aérienne d'Al-Azraq en Jordanie.
La base abrite également trois escadrons de chasse de la RJAF:
- Escadron 1, 2 (OCU) et 6 sur F-16AM/BM

La construction de la base a débuté en 1976. En novembre 1980, les F-5A/B de l'escadron 1 et F-5E/F de l'escadron 11 y sont déployés. Inaugurée le 24 mai 1981 par le roi Hussein de Jordanie, la base porte le nom du lieutenant Muwaffaq Salti, mort au combat contre les forces israéliennes le 13 novembre 1966.
Depuis 2014, elle est utilisée dans le cadre de la guerre contre l'État islamique et accueille des unités  américaines, allemandes, bahreïnies, émiratis, belges et néerlandaises, mais depuis nombreuses sont les unités qui ont quitté la base.